# Chinese Democracy (píseň)
„Chinese Democracy“ je hard-rocková píseň od skupiny Guns N' Roses, titulní píseň z jejich šestého studiového alba Chinese Democracy. Píseň byla vydaná jako jedenadvacáty rádiový singl kapely 22. října 2008. Autory písně jsou Axl Rose a Josh Freese.